# Průmysl mléčné výživy
Průmysl mléčné výživy byl mlékárenský podnik existující v různé podobě od roku 1948. Sídlil postupně v Praze, Opočně a Hradci Králové. Po roce 1989 byl postupně privatizován a zůstal z něho jen původní závod 08 v Zábřehu, který se transformoval na akciovou společnost, v roce 1997 se přejmenoval podle svého majoritního akcionáře na Heinz - PMV a. s. a o tři roky později na H. J. Heinz CR/SR a. s.

## Odštěpné závody
- 01 – Pribina Přibyslav
- 02 – Hradec Králové
- 03 – Hlinsko
- 04 – Jičín
- 05 – Nový Bydžov
- 06 – Pardubice
- 07 – Opočno
- 08 – Zábřeh na Moravě
- 09 – Litomyšl
- 10 – Trutnov
- 11 – Žamberk
- 12 – Kostelec nad Orlicí
- 13 – vývojový a opravárenský závod Hradec Králové
- 14 – střední odborné učiliště potravinářské Opočno